# Schwerzenbach
Schwerzenbach är en ort och kommun i distriktet Uster i kantonen Zürich, Schweiz. Kommunen har 5 172 invånare (2023).